# الأعبلي آل محفوظ (ماهلية)

تعديل مصدري - تعديل

الأعبلي آل محفوظ هي إحدى قرى عزلة قانية بمديرية ماهلية التابعة لمحافظة مأرب، بلغ تعداد سكانها 65 نسمة حسب تعداد اليمن لعام 2004.